# Ultrasónica
Ultrasónica és el quart àlbum d'estudi de la banda espanyola Los Piratas. Es va publicar l'any 2001 per la Warner Music Group i va comptar amb la producció de Juan Luis Giménez i Vicente Sabater.
En aquest treball van mostrar la seva millor col·lecció de cançons de la seva trajectòria, van demostrar que havien assimilat la vanguàrdia del moment i l'havien sabut adaptar-la a la seva realitat particular sense perdre la seva essència. El fil conductor del disc que va idear Ferreiro era la degradació total de la persona, víctima de la realitat perquè és més forta que nosaltres mateixos. Cal destacar els tres primers temes de l'àlbum que són molt diferents però suficients per ensenyar la gran personalitat de la banda i la capacitat de transmetre melancolia i nostàlgia. Malauradament, la segona meitat de l'àlbum no aconsegueix mantenir la qualitat.
Degut a la bona acollida del treball, la Warner els va convèncer de publicar una reedició de l'àlbum junt a un segon disc amb versions d'altres temes i diverses cançons inèdites que van titular Ultrasónica + Sesiones perdidas (2001).

## Llista de cançons
| Núm.          | Títol                        | Durada |
| ------------- | ---------------------------- | ------ |
| 1.            | «Teching»                    | 4:38   |
| 2.            | «El equilibrio es imposible» | 3:22   |
| 3.            | «Años 80»                    | 3:44   |
| 4.            | «Disimular»                  | 3:53   |
| 5.            | «Muertos»                    | 4:00   |
| 6.            | «Jugar con los coches»       | 3:30   |
| 7.            | «Filofobia»                  | 3:50   |
| 8.            | «Caótico neutral»            | 3:05   |
| 9.            | «Inevitable»                 | 3:13   |
| 10.           | «El cielo de lo nuestro»     | 2:55   |
| 11.           | «Colores»                    | 4:44   |
| 12.           | «Cuando te duermas»          | 3:13   |
| 13.           | «Ultrasónica»                | 8:44   |
| Durada total: | Durada total:                | 52:49  |

| 1.  | «Teching Remix»          |  |
| 2.  | «Si Tu...»               |  |
| 3.  | «Espacio denso»          |  |
| 4.  | «Ambross»                |  |
| 5.  | «Antinatural»            |  |
| 6.  | «Colores Ac»             |  |
| 7.  | «Laura»                  |  |
| 8.  | «Estill»                 |  |
| 9.  | «Ruido»                  |  |
| 10. | «Paciencia»              |  |
| 11. | «Evil Fly»               |  |
| 12. | «Destino geriatrico»     |  |
| 13. | «Equilibrio Remix»       |  |
| 14. | «Días extraños»          |  |
| 15. | «Sondear»                |  |
| 16. | «Chula»                  |  |
| 17. | «Bailar»                 |  |
| 18. | «Gen 14»                 |  |
| 19. | «Disimular» (directe)    |  |
| 20. | «Canción de R2D2»        |  |
| 21. | «Inevitable» (directe)   |  |
| 22. | «Hoy por ayer» (directe) |  |
| 23. | «Filofobia» (directe)    |  |
| 24. | «Que fiesta más rara»    |  |

## Crèdits
| Los Piratas - Paco Seren - Pablo Álvarez - Alfonso Román - Javier Fernández (Hall 9000) - Iván Ferreiro | Músics addicionals - Santi Navalón - Eva González |

Equip tècnic
- Producció: Juan Luis Giménez, Vicente Sabater
- Disseny: Mariela Santalla
- Masterització: José Vinader
- Mescles: Vicente Sabater
- Fotografia: José Luis Santalla